# Campeonato de Europa de ajedrez de la juventud
El Campeonato de Europa de ajedrez de la juventud es un torneo de ajedrez organizado por la European Chess Union (ECU). Se divide en categorías por edades: Sub-8, Sub-10, Sub-12, Sub-14, Sub-16 y Sub-18. Hasta 2002, había también una categoría Sub-20, que se encuentra en el Campeonato de Europa de ajedrez juvenil.

## Ganadores masculinos
| Año  | Lugar           | Sub-8                   | Sub-10                   | Sub-12                   | Sub-14                 | Sub-16                | Sub-18                   |
| ---- | --------------- | ----------------------- | ------------------------ | ------------------------ | ---------------------- | --------------------- | ------------------------ |
| 1991 | Mamaia          |                         | Adrien Leroy             | Peter Leko               | Thomas Oral            | Andrei Istrăţescu     |                          |
| 1992 | Rimavská Sobota |                         | Krzysztof Gratka         | Peter Acs                | Peter Leko             | Vadim Zvjaginsev      |                          |
| 1993 | Szombathely     |                         | Étienne Bacrot           | Valeriane Gaprindashvili | Erald Dervishi         | Robert Kempiński      |                          |
| 1994 | Băile Herculane |                         | Qadir Huseynov           | Valeriane Gaprindashvili | Karl Mah               | Alexei Chernuschevich | Robert Kempiński         |
| 1995 | Verdún          |                         | Arkadij Naiditsch        | Étienne Bacrot           | Sergey Fedorchuk       | Pavel Simacek         | Robert Kempiński         |
| 1996 | Rimavská Sobota |                         | Teimour Radjabov         | Yuri Drozdovskij         | Evgeni Kobylkin        | Fabian Doettling      | Ruslan Ponomariov        |
| 1997 | Tallin          |                         | Teimour Radjabov         | Ilya Zarezenko           | Yuri Drozdovskij       | Alexander Kundin      | Mikheil Mchedishvili     |
| 1998 | Mureck          |                         | Dmytro Tishyn            | Teimour Radjabov         | Alexander Riazántsev   | Gabriel Sargissian    | Dennis de Vreugt         |
| 1999 | Litóchoro       |                         | Serguéi Kariakin         | Borki Predojević         | Nidjat Mamedov         | Sergey Grigoriants    | Teimour Radjabov         |
| 2000 | Kallithea       |                         | Yan Nepómniashchi        | Evgeny Romanov           | Mark Erwich            | Jan Markos            | Artyom Timofeev          |
| 2001 | Kallithea       |                         | Vladimir Onischuk        | Yan Nepómniashchi        | Borki Predojević       | Ernesto Inarkiev      | Zviad Izoria             |
| 2002 | Peñíscola       |                         | Eltaj Safarli            | Yan Nepómniashchi        | Evgeny Romanov         | Aleksandr Kharitonov  | Shakhriyar Mamedyarov    |
| 2003 | Budva           |                         | Samvel Ter-Sahakyan      | Eltaj Safarli            | Sergei Zhigalko        | Csaba Balogh          | Mateusz Bartel           |
| 2004 | Ürgüp           |                         | Robert Aghasaryan        | Sanan Sjugirov           | Giorgi Margvelashvili  | Rauf Mamedov          | Radosław Wojtaszek       |
| 2005 | Herceg Novi     |                         | Konstantin Nikologorskiy | Sanan Sjugirov           | Davit Benidze          | Zaven Andriasian      | Paweł Czarnota           |
| 2006 | Herceg Novi     |                         | Arseny Shurunov          | Ivan Bukavshin           | Peter Prohaszka        | Romain Edouard        | Sergei Zhigalko          |
| 2007 | Šibenik         |                         | Kirill Alekseenko        | Illya Nyzhnyk            | Sanan Sjugirov         | Vugar Rasulov         | Ivan Šarić               |
| 2008 | Herceg Novi     |                         | Cemil Cam Ali Marandi    | Kiprian Berbatov         | Ivan Bukavshin         | Illya Nyzhnyk         | Xavier Vila Gazquez      |
| 2009 | Fermo           |                         | Benjamin Gledura         | Evgeny Zanan             | Kamil Dragun           | Gil Popilski          | Samvel Ter-Sahakyan      |
| 2010 | Batumi          | Abdulla Azar Gadimbayli | Viktor Gazik             | Cemil Can Ali Marandi    | Alexandr Bortnik       | Ivan Bukavshin        | Vasif Durarbayli         |
| 2011 | Albena          | Alex Krstulovic         | Evgenios Ioannidis       | Haik M Martirosyan       | Cemil Can Ali Marandi  | Alexandr Bortnik      | Nils Grandelius          |
| 2012 | Praga           | Tsvetan Stoyanov        | Andrey Esipenko          | Haik M Martirosyan       | Jan-Krzysztof Duda     | Kacper Drozdowski     | Vadim Moiseenko          |
| 2013 | Budva           | Aydin Elshan Suleymanli | Kagan Aydincelebi        | Viktor Matviishen        | Jorden Van Foreest     | Kirill Alekseenko     | Vladimir Fedoseev        |
| 2014 | Batumi          | Ilya Makoveev           | Mamikon Gharibyan        | Viktor Matviishen        | Timur Fakhrutdinov     | Cemil Can Ali Marandi | Avital Boruchovsky       |
| 2015 | Poreč           | Mikhei Navumenka        | Ilya Makoveev            | Kirill Shubin            | Sergei Lobanov         | Leonid Sawlin         | Cemil Can Ali Marandi    |
| 2016 | Prague          | Artem Pingin            | Volodar Murzin           | Mamikon Gharibyan        | Salvador Guerra Rivera | Timur Fakhrutdinov    | Manuel Petrosyan         |
| 2017 | Mamaia          | Giang Tran Nam          | Marc Andria Maurizzi     | Aydin Suleymanli         | Jonas Buhl Bjerre      | Andrey Esipenko       | Jesper Søndergaard Thybo |
| 2018 | Riga            | Jahandar Azadaliyev     | Artem Pingin             | Volodar Murzin           | Stefan Pogosyan        | Francesco Sonis       | Evgenios Ioannidis       |
| 2019 | Bratislava      | Yağız Kaan Erdoğmuş     | Savva Vetokhin           | Marc Andria Maurizzi     | Sebastian Kostolanský  | Armen Barseghyan      | Thai Dai Van Nguyen      |

## Ganadoras femeninas
| Año  | Lugar           | Sub-8                 | Sub-10                | Sub-12                 | Sub-14                   | Sub-16                | Sub-18                 |
| ---- | --------------- | --------------------- | --------------------- | ---------------------- | ------------------------ | --------------------- | ---------------------- |
| 1991 | Mamaia          |                       | Sabina Popescu        | Sofiko Tkeshelashvili  | Maia Lomineishvili       | Ilaha Kadimova        |                        |
| 1992 | Rimavská Sobota |                       | Regina Pokorna        | Alina Tarachowicz      | Antoaneta Stefanova      | Inna Gaponenko        |                        |
| 1993 | Szombathely     |                       | Viktorija Čmilytė     | Iweta Radziewicz       | Natalia Zhukova          | Natalia Kiseleva      |                        |
| 1994 | Băile Herculane |                       | Alexandra Kosteniuk   | Ana Matnadze           | Iweta Radziewicz         | Natalia Zhukova       | Monika Grabics         |
| 1995 | Verdún          |                       | Nadezhda Kosintseva   | Ana Matnadze           | Cristina Moshina         | Szidonia Vajda        | Marta Zielinska        |
| 1996 | Rimavská Sobota |                       | Tatiana Kosintseva    | Alexandra Kosteniuk    | Cristina Moshina         | Vladislava Kalinina   | Monika Bobrowska       |
| 1997 | Tallin          |                       | Nana Dzagnidze        | Nadezhda Kosintseva    | Ana Matnadze             | Ekaterina Polovnikova | Anna Dorofeeva         |
| 1998 | Mureck          |                       | Anna Muzychuk         | Marie Sebag            | Lela Javakhishvili       | Ana Matnadze          | Dana Reizniece         |
| 1999 | Litóchoro       |                       | Silvia Raluca Sgarcea | Nana Dzagnidze         | Marie Sebag              | Ana Matnadze          | Dana Reizniece         |
| 2000 | Kallithea       |                       | Anna Muzychuk         | Valentina Gunina       | Ramara Chistiakova       | Natalia Pogonina      | Nadezhda Kosintseva    |
| 2001 | Kallithea       |                       | Alena Tairova         | Iosefina Paulet        | Kateryna Lahno           | Maria Kursova         | Inga Charkhalashvili   |
| 2002 | Peñíscola       |                       | Mariya Muzychuk       | Anna Muzychuk          | Turkan Memedjarova       | Marie Sebag           | Alina Motoc            |
| 2003 | Budva           |                       | Nazi Paikidze         | Anastasia Bodnaruk     | Anna Muzychuk            | Maria Fominykh        | Natalia Pogonina       |
| 2004 | Ürgüp           |                       | Meri Arabidze         | Lara Stock             | Anna Muzychuk            | Valentina Gunina      | Salome Melia           |
| 2005 | Herceg Novi     |                       | Varvara Mestnikova    | Nazi Paikidze          | Varvara Repina           | Inna Ivakhinova       | Salome Melia           |
| 2006 | Herceg Novi     |                       | Daria-Ioana Visanescu | Meri Arabidze          | Varvara Repina           | Kübra Öztürk          | Anna Gasik             |
| 2007 | Šibenik         |                       | Cécile Haussernot     | Aleksandra Lach        | Nazi Paikidze            | Kübra Öztürk          | Inna Ivakhinova        |
| 2008 | Herceg Novi     |                       | Liza Kisteneva        | Anna Styazhkina        | Meri Arabidze            | Nazi Paikidze         | Kateřina Němcová       |
| 2009 | Fermo           |                       | Anna Vasenina         | Cécile Haussernot      | Marsel Efroimski         | Katarzyna Adamowicz   | Olga Girya             |
| 2010 | Batumi          | Gabriela Antova       | Oliwia Kiolbasa       | Alexandra Goryachkina  | Ulviyya Hasil Fataliyeva | Mariam Danelia        | Keti Tsatsalashvili    |
| 2011 | Albena          | Nurgyul Salimova      | Alicja Sliwicka       | Anna Vasenina          | Aleksandra Goryachkina   | Maria Severina        | Diana Baciu            |
| 2012 | Praga           | Mariya Kutyanina      | Anastasia Zotova      | Anastasia Avramidou    | Katsiaryna Beinenson     | Marja Tantsiura       | Aleksandra Goryachkina |
| 2013 | Budva           | Laura Czernikowska    | Anastasia Vuller      | Polina Shuvalova       | Gunay Mammadzada         | Anna Styazhkina       | Nastassia Ziaziulkina  |
| 2014 | Batumi          | Emilia Zavivaeva      | Malak Ismayil         | Ekaterina Goltseva     | Anastasia Avramidou      | Mai Narva             | Ulviyya Fataliyeva     |
| 2015 | Poreč           | Veronika Veremyuk     | Galina Mironenko      | Elizaveta Solozhenkina | Anna Kochukova           | Anna Maja Kazarian    | Nino Khomeriki         |
| 2016 | Praga           | Alexandra Shvedova    | Zsoka Gaal            | Sila Caglar            | Aleksandra Maltsevskaya  | Fiona Sieber          | Nino Khomeriki         |
| 2017 | Mamaia          | Sofya Svergina        | Veronika Shubenkova   | Galina Mironenko       | Govhar Beydullayeva      | Olga Badelka          | Sona Asatryan          |
| 2018 | Riga            | Ekaterina Zubkovskaya | Alexandra Shvedova    | Olga Karmanova         | Ayan Allahverdiyeva      | Kamaliya Bulatova     | Aleksandra Dimitrova   |
| 2019 | Bratislava      | Dinara Huseynova      | Anna Shukhman         | Alexandra Shvedova     | Ayan Allahverdiyeva      | Patrycja Waszczuk     | Alicja Śliwicka        |